# Olivier Doll
Olivier Doll, né le 9 juin 1973 à Bruxelles en Belgique, est un footballeur international belge, devenu consultant pour la presse sportive, écrite et télévisée, qui joue au poste de défenseur.

## Biographie

### En club

#### RFC Seraing
Olivier Doll commence sa carrière professionnelle en 1989 au RFC Seraing à seize ans, il fait ses grands débuts en équipe première en deuxième division le 29 avril 1990 lorsqu'il monte au jeu à l'ultime minute d'une rencontre face à Boom (victoire, 2-1). En deux saisons en tant que remplaçant, il connaît aussi bien les affres de la descente que les joies de la promotion car les Sérésiens jouent l'ascenseur entre la D2 et la D3, notamment grâce à l'arrivée d'un nouveau soutien financier en la personne de l'entrepreneur Gérald Blaton.
Ses deux premières saisons comme titulaire sont couronnées de succès : Seraing termine 3e lors de la saison 1991-1992 et accède au tour final, sans toutefois parvenir à decrocher la promotion vers l'élite mais ce n'est que partie remise puisque le club liégeois remporte le titre de champion l'année suivante, accédant ainsi à la première division. Pour son retour au plus haut niveau, le club s'attache les services de Georges Heylens qui réussit le tour de force de finir à la 3e place du championnat, décrochant ainsi une qualification pour la Coupe de l'UEFA, grâce à un noyau mélant savamment le talent et l'expérience.
Doll est alors décrit comme « un des éléments majeurs du Pairay », un défenseur « décidé qui maîtrise à la perfection l'art de l'anticipation », doté d'« une bonne vision du jeu », d'un « excellent placement », auteur de « tackles appuyés » et « promis à un grand avenir ». Il cotoie à l'époque de nombreux talents en devenir ou déjà éclos, notamment Lars Olsen, capitaine du Danemark champion d'Europe 1992, le trio brésilien : Edmílson, Isaias et Wamberto, Zvonko Varga ou encore Roger Lukaku, le père de Jordan et Romelu.
En fin de saison 1993-1994, il est élu Jeune pro de l'année et décroche un transfert vers le RSC Anderlecht.

#### RSC Anderlecht
Conscient de ses limites techniques et très lucide sur l'aspect hasardeux d'une carrière de footballeur, Doll est aussi taraudé par de nombreuses blessures, sans doute liées à une opération subie aux abdominaux, ce qui l'empêche de devenir un titulaire à part entière dans un noyau extrêmement talentueux.
Il reste toutefois dix saisons avec les Mauves, qu'il qualifie lui-même de très belles années, remportant quatre titres de champion de Belgique et deux Supercoupes ainsi qu'une Coupe de la Ligue. Doll dispute également l'Europe chacune de ses dix saisons dans le club bruxellois avec, sans aucun doute en point d'orgue, une victoire face à la Lazio Rome (1-0), le 22 novembre 2000 en Ligue des champions, une rencontre qu'il dispute aux côtés d'Aleksandar Ilić alors que tous les autres défenseurs centraux sont indisponibles. Il sera également appelé à plusieurs reprises en équipe nationale pendant ses années anderlechtoises.
Baré par l'éclosion fulgurante d'Anthony Vanden Borre à droite et par le duo De Boeck-Tihinen au centre de la défense, en quête de temps de jeu, il finit par quitter un Sporting pour un autre et signe à Lokeren à l'issue de la saison 2003-2004.

#### KSC Lokeren
Olivier Doll débarque à Lokeren avec l'idée d'y terminer sa carrière mais finit par y disputer près de 180 rencontres en six saisons. Ses performances au sein du club waeslandien lui valent par ailleurs d'être appelé à nouveau chez les Diables Rouges par le sélectionneur national, Aimé Anthuenis, qui le connaît pour l'avoir côtoyé à Anderlecht.
En tant que défenseur, Doll a rarement eu l'occasion de s'illustrer sur des actions offensives, il ne marquera d'ailleurs au total que onze buts, mais c'est dans le pays de Waes qu'il inscrit sans doute le plus beau, lorsque sa carrière touche à sa fin. Lors de la saison 2009-2010, alors que le club est à la peine et n'a que le maintien comme objectif principal, Lokeren reçoit le KV Malines début février 2010. Les Malinois qui bataillent pour une place en play-offs 1 sont censés théoriquement s'imposer mais, notamment grâce à une mine en pleine lucarne de Doll, les Waeslandiens vont finalement l'emporter (2-1). Il ne dispute plus que cinq rencontres après celle-ci pour le compte de Lokeren.
Fin juin 2010, Olivier Doll annonce qu'il arrête sa carrière professionnelle après près de vingt années passées au plus haut niveau.

### En sélections nationales
Appelé de manière régulière dans le groupe des espoirs entre 1992 et 1995, Olivier Doll peine toutefois à s'imposer comme titulaire et n'est sélectionné qu'à neuf reprises.
Il dispute une rencontre avec les aspirants, le 26 mars 1996 au Mambourg, face à la France B (partage, 1-1) où il remplace Roch Gérard à la 72e minute de jeu.
Doll reçoit sa première cape chez les Diables Rouges, alors qu'il évolue au RSC Anderlecht, à l'occasion d'une rencontre de qualification pour la Coupe du monde 1998, le 30 avril 1997, face à la Turquie (victoire, 3-1). Il doit ensuite patienter sept ans et sa période à Lokeren avant d'être appelé à nouveau et décrocher cinq nouvelles sélections dans le cadre des éliminatoires de la Coupe du monde 2006.

### Reconversion
Très rapidement après l'annonce de sa retraite, Olivier Doll est contacté par le RSC Anderlecht qui voit en lui le candidat idéal à prendre la relève de Johan Walem, responsable des jeunes du Sporting. Toutefois, l'intéressé décline l'offre pour des raisons extrasportives tout en soulignant être flatté par l'interêt porté à son égard. Il est aussi approché un moment par Albert Cartier pour éventuellement devenir adjoint de celui-ci à Eupen mais les négociations n'aboutissent pas car le club décide en définitive de se passer de T2. Celui qui a suivi les cours d'entraîneur UEFA B avoue ne pas encore s'être inscrit pour la suite du processus et avoir besoin de prendre un peu de recul avant de choisir sa voie.
Parallèlement, Doll devient consultant pour la presse sportive, écrite (L'Avenir) et télévisée (VOO Sport, Eleven Sports),,.
En 2013, il est nommé directeur technique de l'école des jeunes du Stade Waremmien avec pour mission d'assurer le relais entre les équipes de jeunes et l'équipe première. À la même époque, Doll est également actif au service des Sports de la Province de Liège, chargé de la formation des jeunes.

## Statistiques

### En club
| Saison                | Club                  | Championnat           | Championnat | Championnat | Championnat | Coupe nationale | Coupe nationale | Coupe nationale | Coupe de la Ligue | Coupe de la Ligue | Coupe de la Ligue | Supercoupe | Supercoupe | Supercoupe | Compétition(s) continentale(s) | Compétition(s) continentale(s) | Compétition(s) continentale(s) | Compétition(s) continentale(s) | Autres compétitions | Autres compétitions | Autres compétitions | Autres compétitions | Total | Total | Total |
| Saison                | Club                  | Division              | M.          | B.          | P.d.        | M.              | B.              | P.d.            | M.                | B.                | P.d.              | M.         | B.         | P.d.       | Comp.                          | M.                             | B.                             | P.d.                           | Comp.               | M.                  | B.                  | P.d.                | M.    | B.    | P.d.  |
| 1989-1990             | RFC Seraing           | Division 2            | 1           | 0           | 0           | -               | -               | -               | -                 | -                 | -                 | -          | -          | -          | -                              | -                              | -                              | -                              | -                   | -                   | -                   | -                   | 1     | 0     | 0     |
| 1990-1991             | RFC Seraing           | Division 3B           | 6           | 0           | 0           | -               | -               | -               | -                 | -                 | -                 | -          | -          | -          | -                              | -                              | -                              | -                              | -                   | -                   | -                   | -                   | 6     | 0     | 0     |
| 1991-1992             | RFC Seraing           | Division 2            | 22          | 0           | 0           | 2               | 0               | 0               | -                 | -                 | -                 | -          | -          | -          | -                              | -                              | -                              | -                              | TF                  | 6                   | 0                   | 0                   | 30    | 0     | 0     |
| 1992-1993             | RFC Seraing           | Division 2            | 28          | 0           | 0           | 5               | 0               | 0               | -                 | -                 | -                 | -          | -          | -          | -                              | -                              | -                              | -                              | -                   | -                   | -                   | -                   | 33    | 0     | 0     |
| 1993-1994             | RFC Seraing           | Division 1            | 32          | 0           | 0           | 2               | 0               | 0               | -                 | -                 | -                 | -          | -          | -          | -                              | -                              | -                              | -                              | -                   | -                   | -                   | -                   | 34    | 0     | 0     |
| Sous-total            | Sous-total            | Sous-total            | 89          | 0           | 0           | 9               | 0               | 0               | -                 | -                 | -                 | -          | -          | -          | -                              | -                              | -                              | -                              | -                   | 6                   | 0                   | 0                   | 104   | 0     | 0     |
| 1994-1995             | RSC Anderlecht        | Division 1            | 25          | 0           | 0           | 3               | 0               | 0               | -                 | -                 | -                 | 1          | 0          | 0          | C1                             | 5                              | 0                              | 0                              | -                   | -                   | -                   | -                   | 34    | 0     | 0     |
| 1995-1996             | RSC Anderlecht        | Division 1            | 18          | 0           | 0           | 1               | 0               | 0               | -                 | -                 | -                 | 1          | 0          | 0          | C1                             | 2                              | 0                              | 0                              | -                   | -                   | -                   | -                   | 22    | 0     | 0     |
| 1996-1997             | RSC Anderlecht        | Division 1            | 32          | 3           | 1           | 5               | 1               | 0               | -                 | -                 | -                 | -          | -          | -          | C3                             | 8                              | 0                              | 0                              | -                   | -                   | -                   | -                   | 45    | 4     | 1     |
| 1997-1998             | RSC Anderlecht        | Division 1            | 21          | 1           | 0           | 2               | 0               | 0               | -                 | -                 | -                 | -          | -          | -          | C3                             | 5                              | 0                              | 0                              | -                   | -                   | -                   | -                   | 28    | 1     | 0     |
| 1998-1999             | RSC Anderlecht        | Division 1            | 16          | 1           | 1           | 1               | 0               | 0               | 2                 | 0                 | 0                 | -          | -          | -          | C3                             | 5                              | 0                              | 0                              | -                   | -                   | -                   | -                   | 24    | 1     | 1     |
| 1999-2000             | RSC Anderlecht        | Division 1            | 13          | 0           | 0           | -               | -               | -               | 2                 | 0                 | 0                 | -          | -          | -          | C3                             | -                              | -                              | -                              | -                   | -                   | -                   | -                   | 15    | 0     | 0     |
| 2000-2001             | RSC Anderlecht        | Division 1            | 22          | 0           | 0           | 3               | 0               | 0               | -                 | -                 | -                 | -          | -          | -          | C1                             | 4                              | 0                              | 0                              | -                   | -                   | -                   | -                   | 29    | 0     | 0     |
| 2001-2002             | RSC Anderlecht        | Division 1            | 15          | 0           | 0           | 1               | 0               | 0               | -                 | -                 | -                 | -          | -          | -          | C1                             | 2                              | 0                              | 0                              | -                   | -                   | -                   | -                   | 18    | 0     | 0     |
| 2002-2003             | RSC Anderlecht        | Division 1            | 12          | 1           | 1           | -               | -               | -               | -                 | -                 | -                 | -          | -          | -          | C3                             | 2                              | 0                              | 0                              | -                   | -                   | -                   | -                   | 14    | 1     | 1     |
| 2003-2004             | RSC Anderlecht        | Division 1            | 9           | 0           | 0           | -               | -               | -               | -                 | -                 | -                 | -          | -          | -          | C1                             | 4                              | 0                              | 0                              | -                   | -                   | -                   | -                   | 13    | 0     | 0     |
| Sous-total            | Sous-total            | Sous-total            | 183         | 6           | 3           | 16              | 1               | 0               | 4                 | 0                 | 0                 | 2          | 0          | 0          | -                              | 37                             | 0                              | 0                              | -                   | -                   | -                   | -                   | 242   | 7     | 3     |
| 2004-2005             | KSC Lokeren           | Division 1            | 26          | 1           | 0           | 4               | 0               | 0               | -                 | -                 | -                 | -          | -          | -          | -                              | -                              | -                              | -                              | -                   | -                   | -                   | -                   | 30    | 1     | 0     |
| 2005-2006             | KSC Lokeren           | Division 1            | 28          | 0           | 1           | 1               | 0               | 0               | -                 | -                 | -                 | -          | -          | -          | -                              | -                              | -                              | -                              | -                   | -                   | -                   | -                   | 29    | 0     | 1     |
| 2006-2007             | KSC Lokeren           | Division 1            | 26          | 1           | 0           | 1               | 0               | 0               | -                 | -                 | -                 | -          | -          | -          | -                              | -                              | -                              | -                              | -                   | -                   | -                   | -                   | 27    | 1     | 0     |
| 2007-2008             | KSC Lokeren           | Division 1            | 28          | 0           | 2           | 1               | 0               | 0               | -                 | -                 | -                 | -          | -          | -          | -                              | -                              | -                              | -                              | -                   | -                   | -                   | -                   | 29    | 0     | 2     |
| 2008-2009             | KSC Lokeren           | Division 1            | 32          | 0           | 0           | 2               | 0               | 0               | -                 | -                 | -                 | -          | -          | -          | -                              | -                              | -                              | -                              | -                   | -                   | -                   | -                   | 34    | 0     | 0     |
| 2009-2010             | KSC Lokeren           | Division 1            | 26          | 2           | 0           | 2               | 0               | 0               | -                 | -                 | -                 | -          | -          | -          | -                              | -                              | -                              | -                              | PO2                 | 1                   | 0                   | 0                   | 29    | 2     | 0     |
| Sous-total            | Sous-total            | Sous-total            | 166         | 4           | 3           | 11              | 0               | 0               | -                 | -                 | -                 | -          | -          | -          | -                              | -                              | -                              | -                              | -                   | 1                   | 0                   | 0                   | 178   | 4     | 3     |
| Total sur la carrière | Total sur la carrière | Total sur la carrière | 438         | 10          | 6           | 36              | 1               | 0               | 4                 | 0                 | 0                 | 2          | 0          | 0          | -                              | 37                             | 0                              | 0                              | -                   | 7                   | 0                   | 0                   | 524   | 11    | 6     |

### En sélections nationales
| Saison                | Sélection             | Phases finales        | Phases finales | Phases finales | Phases finales | Éliminatoires CDM | Éliminatoires CDM | Éliminatoires CDM | Éliminatoires EURO | Éliminatoires EURO | Éliminatoires EURO | Matchs amicaux | Matchs amicaux | Matchs amicaux | Total | Total | Total |
| Saison                | Sélection             | Compétition           | M              | B              | Pd             | M                 | B                 | Pd                | M                  | B                  | Pd                 | M              | B              | Pd             | M     | B     | Pd    |
| --------------------- | --------------------- | --------------------- | -------------- | -------------- | -------------- | ----------------- | ----------------- | ----------------- | ------------------ | ------------------ | ------------------ | -------------- | -------------- | -------------- | ----- | ----- | ----- |
| 1995-1996             | Belgique aspirants    | -                     | -              | -              | -              | -                 | -                 | -                 | -                  | -                  | -                  | 1              | 0              | 0              | 1     | 0     | 0     |
| 1996-1997             | Belgique              | -                     | -              | -              | -              | 1                 | 0                 | 0                 | -                  | -                  | -                  | -              | -              | -              | 1     | 0     | 0     |
| 2004-2005             | Belgique              | -                     | -              | -              | -              | 3                 | 0                 | 0                 | -                  | -                  | -                  | 1              | 0              | 0              | 4     | 0     | 0     |
| 2005-2006             | Belgique              | -                     | -              | -              | -              | -                 | -                 | -                 | -                  | -                  | -                  | 1              | 0              | 0              | 1     | 0     | 0     |
| Sous-total            | Sous-total            | Sous-total            | -              | -              | -              | 4                 | 0                 | 0                 | -                  | -                  | -                  | 2              | 0              | 0              | 6     | 0     | 0     |
| Total sur la carrière | Total sur la carrière | Total sur la carrière | -              | -              | -              | 4                 | 0                 | 0                 | -                  | -                  | -                  | 3              | 0              | 0              | 7     | 0     | 0     |

### Matchs internationaux
| Matchs internationaux d'Olivier Doll, | Matchs internationaux d'Olivier Doll, | Matchs internationaux d'Olivier Doll,        | Matchs internationaux d'Olivier Doll, | Matchs internationaux d'Olivier Doll, | Matchs internationaux d'Olivier Doll,   | Matchs internationaux d'Olivier Doll, | Matchs internationaux d'Olivier Doll,                                   |
| #                                     | Date                                  | Lieu                                         | Adversaire                            | Résultat                              | Compétition                             | Club                                  | Notes                                                                   |
| ------------------------------------- | ------------------------------------- | -------------------------------------------- | ------------------------------------- | ------------------------------------- | --------------------------------------- | ------------------------------------- | ----------------------------------------------------------------------- |
| 1                                     | 30 avril 1997                         | Stade Ali-Sami-Yen, Istanbul, Turquie        | Turquie                               | V 3 - 1                               | Éliminatoires de la Coupe du monde 1998 | RSC Anderlecht                        | Entre en jeu à la place de Rudi Smidts à la 57e minute de jeu.          |
| 2                                     | 9 octobre 2004                        | Stade El Sardinero, Santander, Espagne       | Espagne                               | D 0 - 2                               | Éliminatoires de la Coupe du monde 2006 | KSC Lokeren                           | Entre en jeu à la place de Roberto Bisconti à la 60e minute de jeu.     |
| 3                                     | 9 février 2005                        | Stade militaire académique, Le Caire, Égypte | Égypte                                | D 0 - 4                               | Match amical                            | KSC Lokeren                           | Entre en jeu à la place de Olivier De Cock à la 58e minute de jeu.      |
| 4                                     | 26 mars 2005                          | Stade Roi Baudouin, Bruxelles, Belgique      | Bosnie-Herzégovine                    | V 4 - 1                               | Éliminatoires de la Coupe du monde 2006 | KSC Lokeren                           | Titulaire.                                                              |
| 5                                     | 30 mars 2005                          | Stade olympique, Serravalle, Saint-Marin     | Saint-Marin                           | V 2 - 1                               | Éliminatoires de la Coupe du monde 2006 | KSC Lokeren                           | Titulaire, remplacé par Kevin Vandenbergh à la 58e minute de jeu.       |
| 6                                     | 17 août 2005                          | Stade Roi Baudouin, Bruxelles, Belgique      | Grèce                                 | V 2 - 0                               | Match amical                            | KSC Lokeren                           | Entre en jeu à la place de Anthony Vanden Borre à la 88e minute de jeu. |

| Matchs aspirants d'Olivier Doll | Matchs aspirants d'Olivier Doll | Matchs aspirants d'Olivier Doll        | Matchs aspirants d'Olivier Doll | Matchs aspirants d'Olivier Doll | Matchs aspirants d'Olivier Doll | Matchs aspirants d'Olivier Doll | Matchs aspirants d'Olivier Doll                                |
| #                               | Date                            | Lieu                                   | Adversaire                      | Résultat                        | Compétition                     | Club                            | Notes                                                          |
| ------------------------------- | ------------------------------- | -------------------------------------- | ------------------------------- | ------------------------------- | ------------------------------- | ------------------------------- | -------------------------------------------------------------- |
| 1                               | 26 mars 1996                    | Stade du Mambourg, Charleroi, Belgique | France B                        | N 1 - 1                         | Match amical                    | RSC Anderlecht                  | Entre en jeu à la place de Roch Gérard à la 72e minute de jeu. |

## Palmarès

### En club
|  |  | RFC Seraing - Championnat de Belgique de deuxième division (1) : - Champion : 1993. - Championnat de Belgique de troisième division (1) : - Champion : 1991. |  | RSC Anderlecht - Championnat de Belgique (4) : - Champion : 1995, 2000, 2001 et 2004. - Vice-champion : 1996 et 2003. - Coupe de Belgique : - Finaliste : 1997. - Supercoupe de Belgique (2) : - Vainqueur : 1994 et 1995. |

### Distinctions personnelles
- Meilleur jeune professionnel belge en 1994.
- Révélation Panini en 1994-1995[8].